# Байрон (округ Фон-дю-Лак, Вісконсин)
Байрон (англ. Byron) — місто (англ. town) в США, в окрузі Фон-дю-Лак штату Вісконсин. Населення — 1677 осіб (2020).

## Демографія
Згідно з переписом 2010 року, у місті мешкали 1634 особи в 621 домогосподарстві у складі 501 родини. Було 652 помешкання
Расовий склад населення:
| - 97,5 % — білих - 0,6 % — корінних американців - 0,3 % — азіатів - 0,1 % — чорних або афроамериканців |

До двох чи більше рас належало 0,8 %. Частка іспаномовних становила 2,1 % від усіх жителів.
За віковим діапазоном населення розподілялося таким чином: 20,3 % — особи молодші 18 років, 65,8 % — особи у віці 18—64 років, 13,9 % — особи у віці 65 років та старші. Медіана віку мешканця становила 46,2 року. На 100 осіб жіночої статі у місті припадало 103,5 чоловіків;  на 100 жінок у віці від 18 років та старших — 108,1 чоловіків також старших 18 років.
Середній дохід на одне домашнє господарство  становив 87 400 доларів США (медіана — 79 750), а середній дохід на одну сім'ю — 97 699 доларів (медіана — 87 344). Медіана доходів становила 55 938 доларів для чоловіків та 38 487 доларів для жінок. За межею бідності перебувало 2,9 % осіб, у тому числі 5,8 % дітей у віці до 18 років та 2,4 % осіб у віці 65 років та старших.
Цивільне працевлаштоване населення становило 1040 осіб. Основні галузі зайнятості: виробництво — 22,2 %, освіта, охорона здоров'я та соціальна допомога — 18,0 %, роздрібна торгівля — 11,9 %, будівництво — 8,6 %.